# Bret Robbins
Bret Robbins é um diretor de criação e designer líder de jogos eletrônicos americano. É principalmente conhecido por ser o co-criador e diretor de criação do título de 2008 da Visceral Games, Dead Space. Em 2009, junto de Glen Schofield e Michael Condrey, fundaram a Sledgehammer Games, com isso, Robbins foi diretor de criação de Call of Duty: Modern Warfare 3, Call of Duty: Advanced Warfare e Call of Duty: WWII.
Em 2018, Robbins anunciou sua saída da Sledgehammer Games, para dar vida a novas paixões e projetos na qual ele deseja criar. Com isso, fundou a Ascendant Studios, localizada em San Rafael, na Califórnia. O estúdio possui grandes talentos e veteranos da indústria de jogos eletrônicos vindos da Kojima Productions Los Angeles, 2K Games, Telltale Games, LucasArts, Hangar 13, Visceral Games, e da própria Sledgehammer Games. Segundo Robbins, a missão da Ascendant Studios é criar grandes experiências inovadoras de nível AAA, trabalhando com editoras e publicadoras ao redor do mundo.

## Trabalhos
| Ano  | Título                                        | Crédito                    |
| ---- | --------------------------------------------- | -------------------------- |
| 1997 | Gex: Enter the Gecko                          | Designer                   |
| 1998 | Gex 3: Deep Cover Gecko                       | Designer; Design adicional |
| 1999 | Akuji the Heartless                           | Designer                   |
| 2002 | Legacy of Kain: Blood Omen 2                  | Designer sênior; Escritor  |
| 2003 | The Lord of the Rings: The Return of the King | Designer líder             |
| 2005 | 007: From Russia with Love                    | Designer líder             |
| 2008 | Dead Space                                    | Diretor de criação         |
| 2009 | Dead Space: Extraction                        | Agradecimentos especiais   |
| 2011 | Call of Duty: Modern Warfare 3                | Diretor de criação         |
| 2014 | Call of Duty: Advanced Warfare                | Diretor de criação         |
| 2017 | Call of Duty: WWII                            | Diretor de criação         |